# Эрнст Саксен-Мейнингенский
Эрнст Бернхард Виктор Георг Саксен-Мейнингенский (нем. Ernst Bernhard Victor Georg von Sachsen-Meiningen; 27 сентября 1859, Майнинген — 29 декабря 1941, Альтенштайн) — принц Саксен-Мейнингенский, художник и полковник прусской армии. Последний наследный принц Саксен-Мейнингена (1914—1918).

## Биография
Эрнст родился 27 сентября 1859 года, в Мейнингене. Он был вторым сыном Георга II Саксен-Мейнингенского и старшим из сыновей герцога от его второй жены Феодоры Гогенлоэ-Лангенбургской.
Изначально он воспитывался вместе со своим младшим братом Фридрихом (1861—1914) в Мейнингене. Его наставником был Генрих фон Эггелинг. В 1873 году они оба поступили в среднюю школу Витцум, в Дрездене, а затем в среднюю школу в Гильдбурггаузене, где они сдавали выпускные экзамены. Эрнст начал изучать право в Боннском университете в 1879 году. Через год поступил в Страсбургский университет, в 1881 году перешёл в Лейпцигский университет. После длительного пребывания во Франции он начал свою военную службу в кавалерийских войсках в 1882 году.
С 1884 года Эрнст изучал живопись в Мюнхене во время своей военной службы, которую закончил в 1885 году офицером а-ля сюита. С этого времени началась его карьера художника. Он познакомился со многими известными художниками того времени, такими как Франц фон Ленбах, Адольф фон Гильдебранд и Артур Фитгер. К 1885 году у Эрнста была собственная художественная студия в Мюнхене, а в 1888 году он создал свои первые портреты. В 1890 году Эрнст вместе с отцом и мачехой Элен Франц отправился в Грецию и Константинополь.
До 1914 года он много путешествовал и во многих местах создавал портреты и фрески. Его семья переехала в 1898 году во Франкфурт-на-Майне, а в 1900 году - в Мюнхен.  В то же время Эрнсту часто приходилось выполнять представительские обязанности в Саксен-Мейнингене.
С началом Первой мировой войны Эрнст явился на фронт и 8 августа 1914 года в звании подполковника ушёл на Западный фронт в составе 2-го Тюрингского пехотного полка. В 1915 году он был переброшен в Альпийский корпус в Тироле в качестве командира 2-го егерского полка. Там он дослужился до полковника. В начале 1916 года его полк был переброшен в Верден. В августе того же года он возглавил 43-ю стрелковую бригаду, а 1 ноября 1918 года — 22-ю стрелковую бригаду.  В течение всей войны его творческая деятельность была полностью приостановлена. Он потерял на войне двух старших сыновей. После отречения его брата Бернхарда III 10 ноября 1918 года он как наследник престола также подписал декларацию об отказе от претензий на престол от 12 ноября 1918 года.
В 1918 году Эрнст с семьей переехал из Мюнхена в Хаубинду, в сельский школьный дом своего друга Германа Литца. Первоначально работая учителем рисования в сельской школе, он снова начал рисовать в 1922 году. Он опекал своего уже больного брата, а после его смерти полностью отвечал за управление. После смерти Бернхарда он стал новым главой Саксен-Мейнингенского дома. Эрнст умер в 1941 году в замке Альтенштайн, который его вдова в следующем году продала.
Эрнст был почетным доктором Йенского университета. Его именем названа Эрнстштрассе в восточном районе Майнингена. Скульптор Эрвин Курц создал мраморный бюст принца Эрнста.

## Семья и дети
20 сентября 1892 года Эрнст женился на Катарине Йенсен (1874—1945), младшей дочери немецкого писателя Вильгельма Йенсена. После брака, Георг II пожаловал ей титул «баронессы фон Заальфельд». Так как брак был морганатическим, их дети не могли наследовать престол. Все потомки от этого брака носят титул «баронов фон Заальфельд». В браке родилось шестеро детей:
- Георг Вильгельм фон Заальфельд (11 июня 1893 — 29 апреля 1916), женат не был. Детей не имел. Погиб в Первую мировую войну.
- Елизавета Елена фон Заальфельд (2 февраля 1895 — 4 июня 1934), 25 апреля 1917 года вышла замуж за доктора Иоганна Юкена. Детей в браке не было.
- Эрнст Фридрих фон Заальфельд (4 июля 1896 — 28 мая 1915), женат не был. Детей не имел. Погиб в Первую мировую войну.
- Ральф Эрих фон Заальфельд (28 марта 1900 — 22 июля 1947), 11 октября 1925 года женился на Марии Зайтц. Она умерла 1931 году. 16 августа 1936 года, женился на Мелании фон Бисмарк. Шестеро детей от обоих браков.
- Свен Ганс фон Заальфельд (18 сентября 1903 — 13 декабря 1998), 20 марта 1936 года, женился на Елизавете Фауст. Супруги развелись 6 ноября 1952 года. У них родилось пятеро детей.
- Энзио Генрих фон Заальфельд (17 июля 1908 — 31 марта 1941), 28 февраля 1936 года, женился на Рют Верербе. У них родилось четверо детей. Энзио погиб во Вторую мировую войну.